# Phyllurus nepthys
Phyllurus nepthys (юнгельський листохвостий гекон) — вид геконоподібних ящірок родини Carphodactylidae. Ендемік Австралії.

## Поширення і екологія
Юнгельські листохвості гекони мешкають в горах Кларк на сході Квінсленда, на захід від Маккая. Вони живуть у вологих тропічних лісах, серед опалого пальмового листя і каміння. Відкладають яйця.

## Збереження
МСОП класифікує цей вид як вразливий. Phyllurus nepthys загрожує знищення природного середовища.